# Bandera de Barberà de la Conca
La bandera oficial de Barberà de la Conca (Conca de Barberà) té la següent descripció:
Bandera apaïsada, de proporcions dos d'alt per tres de llarg, blau clar, amb dues faixes blanques, cadascuna de gruix 1/12 de l'alçària del drap i separades per un espai del mateix gruix, al centre.
Va ser aprovada en el ple de l'ajuntament del 23 d'octubre de 2002, i publicat en el DOGC el 24 de desembre de 2002.